# 鼠标垫

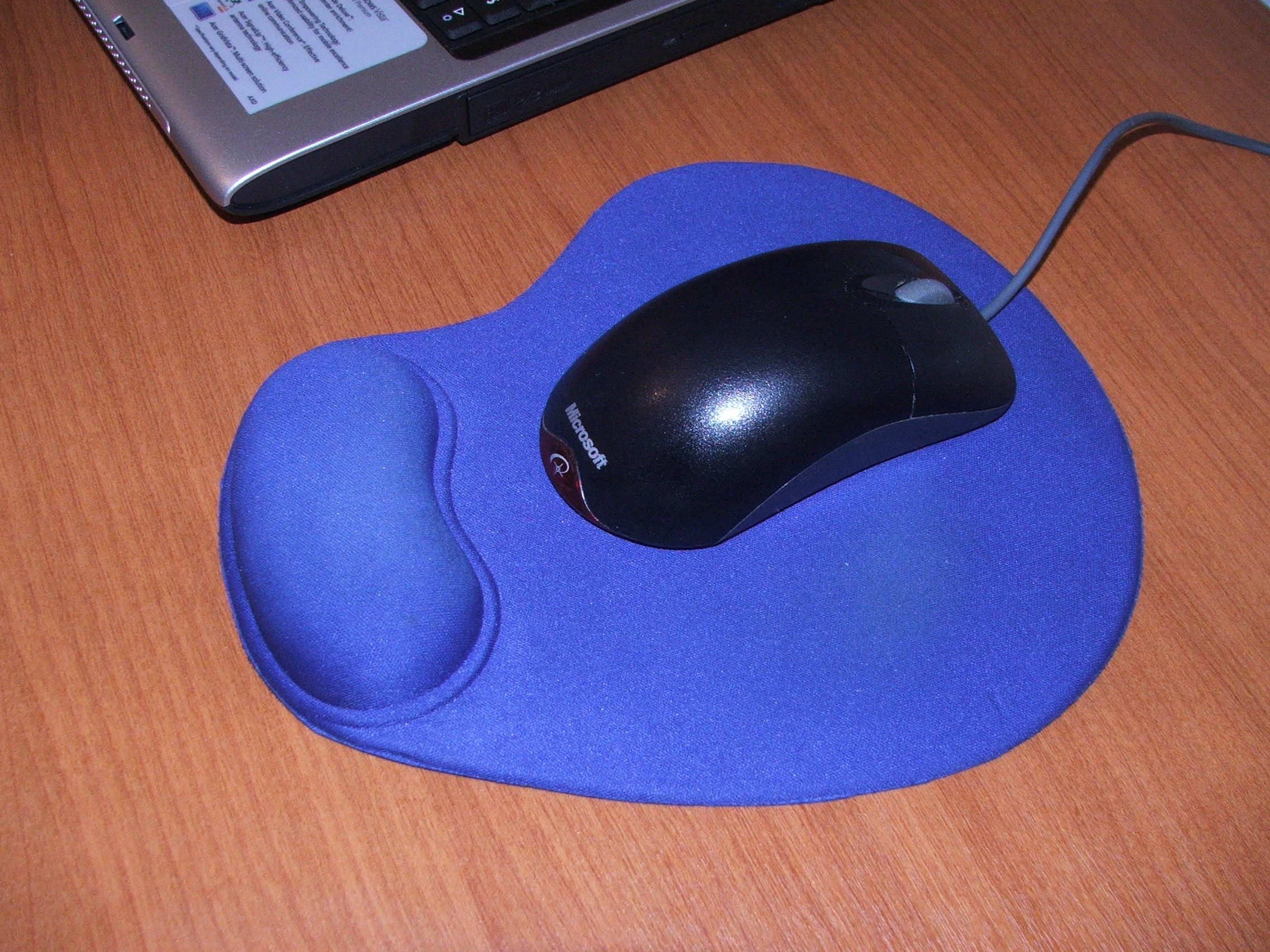
带有腕托的鼠标垫与鼠标

滑鼠墊（美式英语：mousepad，英式英语：mouse mat）是用于放置和移动鼠标的一个垫子。它的主要功能是防止在玻璃等特殊材质的表面上移动时的反射与折射影响鼠标感光器的定位，提供一个方便鼠标感光器系统计算移动向量的平面；次要功能是为了美观，上面可印有精美、个性化的图案；还有一些鼠标垫增加了腕托以提高手部舒适度。

## 历史
当光电鼠标刚刚进入市场时，它们需要印有特殊光学图案的鼠标垫才能正常使用。虽然现代的光学鼠标已可以在普通纸张和其他可接受程度的表面上正常工作，但一些光电鼠标用户（特别是游戏玩家、设计师或其他特殊用户群体）可能更喜欢鼠标垫提供的舒适性、移动速度（平滑度）和定位精准性。

## 好处
使用鼠标垫的最重要的好处可能是得到更高的移动速度、精度和更好的舒适度，并且可以防止移动鼠标磨损桌面。

## 类型
鼠标垫可以用很多种材料制造，例如布料、塑料、玻璃、金属、树脂、硅胶、合成材料等。